# Scopula eulomata
Scopula eulomata là một loài bướm đêm trong họ Geometridae.